# Bitva o Berlín
Bitva o Berlín (útočícím Sovětským svazem označena jako Berlínská operace) byla jednou ze závěrečných ofenziv na evropských bojištích druhé světové války. Sovětské jednotky v průběhu dubna 1945 postupně obklíčily a dobyly Berlín, hlavní město nacistické Třetí říše.
Po Viselsko-oderské operaci během ledna a února 1945 se Rudá armáda dočasně zastavila na linii 60 km východně od Berlína. Dne 9. března stanovilo Německo obranný plán města pod názvem operace Clausewitz. První obranné přípravy na okraji Berlína byly provedeny 20. března pod vedením nově jmenovaného velitele skupiny armád Visla generála Gottharda Heinriciho.
Když byla 16. dubna obnovena sovětská ofenzíva, zaútočily dva sovětské fronty (skupiny armád) na východ a jih Berlína, zatímco třetí útočila na německé síly umístěné severně od Berlína. Před zahájením hlavní bitvy v Berlíně obklíčila město Rudá armáda po úspěšných bitvách na Seelowských výšinách a u Halbe. 20. dubna 1945, na Hitlerovy narozeniny, začal 1. běloruský front vedený maršálem Žukovem postupující z východu a severu ostřelovat centrum Berlína, zatímco 1. ukrajinský front maršála Koněva prorazil střed skupiny armád a postupoval směrem k jižnímu předměstí Berlína. 23. dubna převzal velení nad silami v Berlíně generál Helmuth Weidling. Posádka se skládala z několika vyčerpaných a dezorganizovaných divizí Wehrmachtu a Waffen-SS, spolu se špatně vycvičenými členy Volkssturmu a Hitlerjugend. V průběhu příštího týdne Rudá armáda postupně obsadila celé město.
30. dubna Hitler spáchal sebevraždu a krátce na to i několik jeho spolupracovníků. Posádka města se vzdala 2. května, ale boje pokračovaly na severozápadě, západě a jihozápadě města až do konce války v Evropě 8. května (9. května v Sovětském svazu), protože některé německé jednotky se snažily dostat na západ, aby se mohly vzdát západním spojencům namísto Sovětům.

## Pozadí
V listopadu 1944 vypracovalo sovětské vrchní velení plán válečných akcí v Evropě na rok 1945, ve kterém byl mimo jiné určen i termín zahájení operací na 20. leden 1945. Hlavní úsilí se přitom soustředilo na útok směrem do nitra Třetí říše – na Berlín. Vzhledem k obtížné situaci spojenců v Ardenách a po žádosti jejich představitelů o odlehčovací ofenzívu na východní frontě, která by vázala další jednotky, Stalin rozhodl, že útok začne dříve. I on si byl však vědom toho, že pokud spojenci vyhrají bitvu v Ardenách, mohou vstoupit do Berlína jako první, což bylo pro Stalina nepřijatelné nejen z prestižních důvodů, ale i z hlediska jeho plánů na budoucí postup proti Západu.

## Viselsko – oderská operace
Dne 12. ledna 1945 zahájila Rudá armáda útok, který bývá nazýván jako viselsko-oderská operace. 1. běloruský front pod vedením maršála Žukova dostal za úkol udeřit z magnuszewského a pulawského předmostí směrem na Poznaň, část sil měla zaútočit proti varšavskému uskupení německých vojsk.
Vojska 1. ukrajinského frontu pod vedením maršála Koněva měla podniknout útok ze Sandoměřského předmostí na Vratislav. V 10 hodin zahájily tisíce děl a minometů na úseku 1. a 4. ukrajinského frontu drtivou a nepřetržitou dvouhodinovou palbu, po které vyrazily úderné skupiny, které provedly průlom fronty. Dne 14. ledna obdobně zaútočila sovětská vojska 1., 2. a 3. běloruského frontu a i zde byly uskutečněny mohutné průlomy fronty.
Pohyb vojsk Rudé armády se rozběhl tak rychle, že i americké noviny New York Times oznamovaly, že „ruská ofenzíva se rozvíjí s bleskovou rychlostí, před níž blednou německá tažení 1939 v Polsku a 1940 ve Francii.“ Sovětské tankové armády a mechanizované sbory postupovaly denně 45–70 km, obcházely uzly odporu a rozvíjely útok do hloubky.
Koncem ledna stála sovětská vojska na Odře, zhruba 60–70 km od Berlína a u Kostřína si vybudovala několik předmostí. Pro Hitlera byla informace o této situaci šokující, a proto na radu generálního štábu rozkázal, aby jeho Skupina armád Visla, rozmístěná v Pomořansku, zahájila útok na severní křídlo sovětských armád.
Maršál Žukov si však byl vědom, že útok na pravé křídlo může znamenat oddělení jeho útočných vojsk se zázemím. Proto ignoroval Stalina, který si přál pokračování v útoku na Berlín, a vyčlenil dvě tankové a dvě vševojskové armády, které provedly útok na uskupení německých vojsk. Dne 3. března byla Rudá armáda u Baltského moře a odřízla po souši Východní Prusko od Německa. Podobný problém jako pro Žukova v Pomořansku nastal pro Koněva i v německém Slezsku (které po válce připadlo Polsku), kde musel 1. ukrajinský front porazit mohutné uskupení o síle 33 divizí. V průběhu února i počátkem března vedla sovětská vojska boje proti německým skupinám, které zůstaly v obklíčení. Vyčistěním oblastí východně od Odry a Nisy si Rudá armáda zabezpečila prostor pro závěrečný útok proti Berlínu.
Na frontě jižně od Karpat probíhaly boje o Budapešť. Němci podnikli tři protiofenzivy, aby obklíčené hlavní město jejich posledního zbývajícího spojence získali zpět. 13. února však Budapešť padla do sovětských rukou. Adolf Hitler následně nařídil další protiútok, jehož dalším cílem mělo být vytvoření obranné linie na řece Dunaj. Do 16. března však byla tato tzv. operace Jarní probuzení zastavena, jednak sovětským odporem, jednak špatným počasím a blátem. O několik hodin, celé těžce nabyté území, o které probíhaly 10 dní silné boje, získaly ofenzívou sovětské jednotky zpět. 30. března vstoupily sovětské jednotky na rakouské území a do 13. dubna dobyly Vídeň. 4. dubna se po více než dvou měsících bojů v těžkých horských podmínkách podařilo sovětským a československým jednotkám Němce definitivně vytlačit z Liptovského Mikuláše a zahájit rychlý postup údolím Váhu směrem na západ. V téže době pravé křídlo Žukovova 1. běloruského frontu spolu s Rokossovského 2. běloruským frontem zajistilo pobřeží baltského moře v severovýchodním Německu, čímž se zajistilo před útokem z křídla.

## Jaltská konference
4. února byla na Jaltě zahájena konference hlav Sovětského svazu, Spojených států amerických a Velké Británie. Na konferenci se velmoci dohodly na demilitarizaci Německa a jeho rozdělení na čtyři okupační zóny. V průběhu března byli Britové a Američani 120 km západně od Berlína na řece Labe. 18. dubna 1945 v době, kdy se začala rozjíždět sovětská ofenzíva však dosáhla Montgomeryho 21. armádní skupina přibližně stejnou vzdálenost od města jako Sověti. Zatímco sovětským vojskům kladli Němci zuřivý odpor, Američanům a Britům se často vzdávali bez boje.
Mezi západními Spojenci však nepanoval jednotný názor na další pokračování operací. Americký generál William Hood Simpson chtěl se svými jednotkami Berlín dobýt. Také Montgomery i britský premiér Winston Churchill nechtěli z politických důvodů nechat Berlín Sovětům.
Oproti tomu Američané spíše než politicky uvažovali vojensky. Velitel 12. skupiny armád generál Omar Bradley odhadoval, že dobytí Berlína by americkou armádu stálo asi sto tisíc vojáků, a kladl si otázku, zdali má smysl takovou cenu zaplatit. Vrchní velitel spojeneckých expedičních sil Dwight D. Eisenhower takové ztráty považoval za nepřijatelné. 15. dubna nařídil americký postup na Berlín zastavit. Eisenhower naproti tomu předpokládal, že Němci se budou moci udržet hlavně na jihu a v oblasti Alp mohli začít i partyzánskou válku. Navrhoval proto útok směrem na Drážďany, kde dojde na Labi k setkání se sovětskými silami, čímž bude Němci držené území rozděleno. Eisenhower stejně jako například Bradley nechtěl překračovat vymezenou demarkační linii, aby později nemusel Sovětům získané území předávat. Toto rozhodnutí, kterým odmítl se Stalinem závodit o Berlín, patří mezi nejkontroverznější v celé válce a je mnohými dodnes kritizováno.
28. března 1945 proto Eisenhower poslal Stalinovi depeši v níž ho informoval o svých záměrech a zároveň žádal lepší koordinaci i plány Rudé armády. Stalin, který pravděpodobně západním Spojencům v otázce útoku na Berlín nedůvěřoval, rozhodl o ofenzívě směrem na Berlín. Pro poslední ofenzívu Stalin nařídil maršálům Žukovovi a Koněvovi, kteří po předešlých těžkých bojích očekávali, že jejich armády budou moci do poloviny května odpočívat, aby připravili plány pro útok na Berlín do 48 hodin. Sovětské síly poznamenané těžkými bitvami viselsko-oderské operace dostaly na přípravu do dalších bojů necelých 12–14 dní. Stalin se přitom snažil využít rivalitu mezi Žukovem, který držel pozice na nejkratší ose postupu a Koněvem, jehož jednotky se musely probojovat o třetinu delší cestou, na níž je čekalo překročení několika vodních toků, ale i slabší nepřátelské síly.
Demarkační linie mezi americkými a sovětskými vojsky navrhoval Eisenhower vést po Labi a Vltavě.

## Přípravy

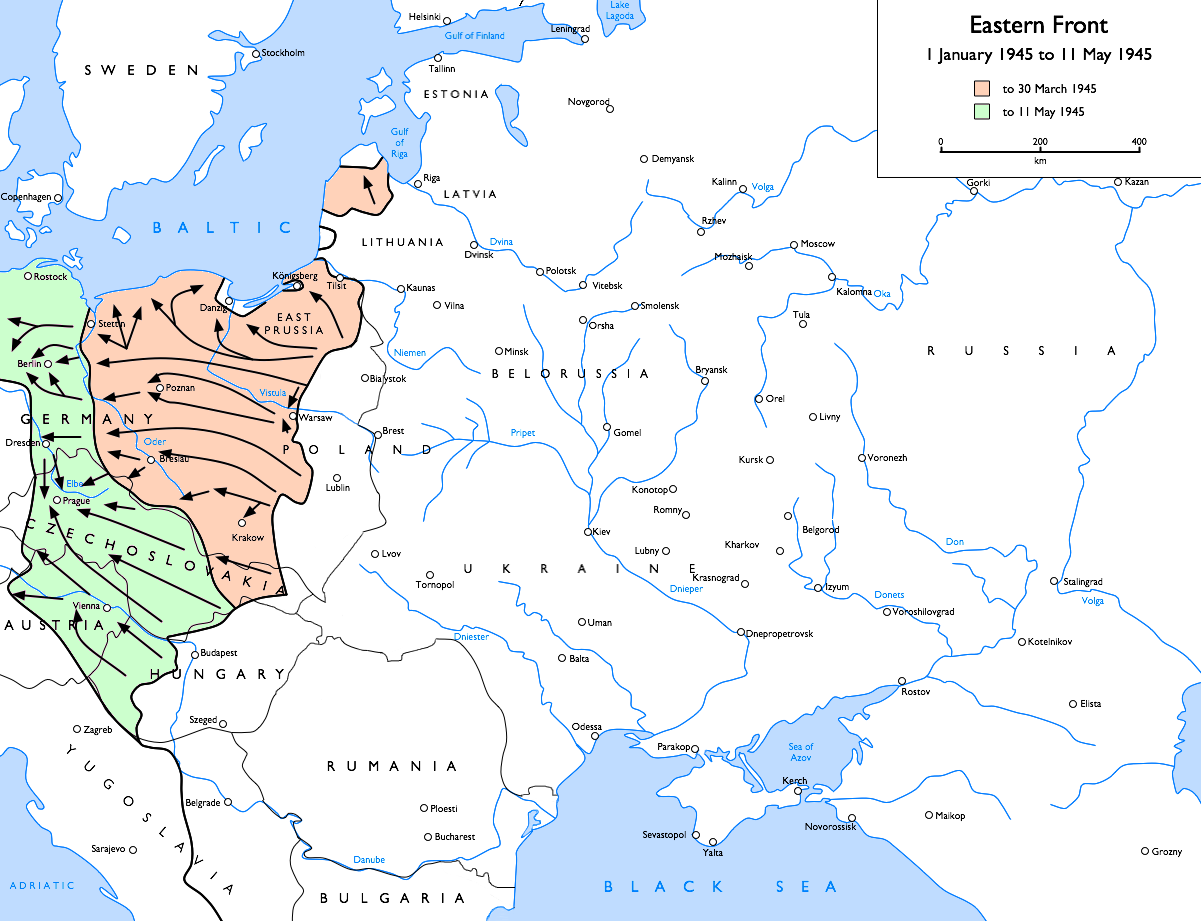
Východní fronta od ledna do května 1945

19. března 1945 vydal Hitler rozkaz známý jako ARLZ-Maßnahmen, na jehož základě měla armáda a obyvatelstvo ničit všechny objekty, které by mohl nepřítel využít. Rozkaz se týkal i domů a průmyslu a nebyl plně aplikován, protože mezi samotnými nacisty vyvolával rozpaky. Jedním z prvních, kdo se proti rozkazu postavili, byl německý ministr zbrojení Albert Speer.
V dubnu 1945 zaujala německá skupina armád Visla pod vedením generála Heinriciho spolu s některými jednotkami skupiny armád Střed obranné pozice podél řeky Odry. Nacistické Německo, které v té době postrádalo bojeschopné muže do obrany oblasti intenzivně mobilizovalo i jednotky Volkssturmu (domobrany) a Hitlerjugend. V jednotkách domobrany sloužili zejména starší muži, zatímco v Hitlerjugend převážně mladí chlapci, mnozí ve věku 12 - 13 let. Hitler při obraně oblasti disponoval 85 divizemi a řadou menších jednotek o síle asi 750 000 až milion mužů a chlapců, s asi 500 tanky a 1 000 samohybnými děly, 10 400 děly a minomety a přibližně 3300 letadly. Německou obranu na nejkratších přístupových cestách k Berlínu zajišťovala 9. armáda. Jeho představy o možnosti obrany však byly čistě iluzorní. Stále věřil, že při těchto bojích dojde k zastavení sovětského postupu kvůli roztržce mezi Spojenci, a že Berlín obsadí anglo-americká vojska, která se po kapitulaci Modelovy armády v Porúří zastavila zhruba 80 km od Berlína. Pro neustálé neshody s náčelníkem svého generálního štábu, který navrhoval začít jednat o míru odvolal Heinze Guderiana a pokračoval v řízení operací ze svého bunkru, pod říšským kancléřstvím v Berlíně. Hitlerovy naděje na zlepšení vojenské situace Třetí říše se však nesplnily.

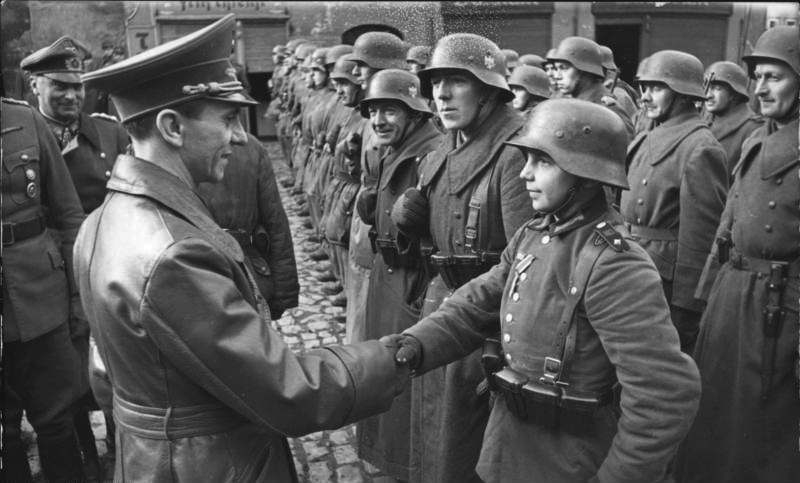
9. března 1945, Joseph Goebbels předává 16letému Willi Hübnerovi železný kříž po znovudobytí města Lauban

Sovětský svaz se rozhodl do předpokládané poslední bitvy nasadit zbytek svých sil. Sovětské ozbrojené síly totiž koncem války začaly pociťovat nedostatek lidských rezerv. Vojenské jednotky před bitvou byly doplněny materiálem, zbraněmi a především obrněnou technikou, oproti předešlým operacím však bylo doplnění živé síly malé. 9. dubna se po těžkých bojích vzdal Königsberg ve Východním Prusku. Rokossovského 2. běloruský front tak mohl uvolnit většinu svých sil a začal se urychleně přesouvat na západ k řece Odře. Během prvních dvou dubnových týdnů jednotky 1. běloruského frontu maršála Žukova uskutečnily přesun velké části svých sil. Byl to jeden z největších a nejrychlejších přesunů obrovského množství lidí a techniky ve druhé světové válce. Z oblasti Frankfurtu a Baltského moře, kde uvolnily pozice pro 2. běloruský front se přesunuly na jih před Seelowské výšiny, odkud měly útočit přes Odru přímo na západ směrem na Berlín. Některým německým jednotkám se při tomto sovětském přesunu podařilo uniknout dírami ve frontové linii, šlo zejména o zbytky obklíčené 2. armády generála Dietricha von Sauckena z Gdaňsku do delty řeky Visly. Jižněji se 1. ukrajinský front maršála Koněva přesunul z horního Slezska do oblasti Nisy. Jeho úkolem bylo proniknout z jihovýchodu přes Odru a Nisu a v případě dostatečně rychlého postupu obchvatů proniknout k Berlínu z jihozápadu. Podobnou roli svěřilo nejvyšší velení i 2. běloruskému frontu maršála Rokossovského, který měl útočit na Žukovově pravém křídle a obklíčit Berlín ze severozápadu. Celkově tato sovětská vojska čítala 2 062 200 vojáků, 41 000 děl, raketometů a minometů, 6 250 tanků, samohybných děl a také okolo 7 500 letadel.

## Bitva

### Obklíčení Berlína

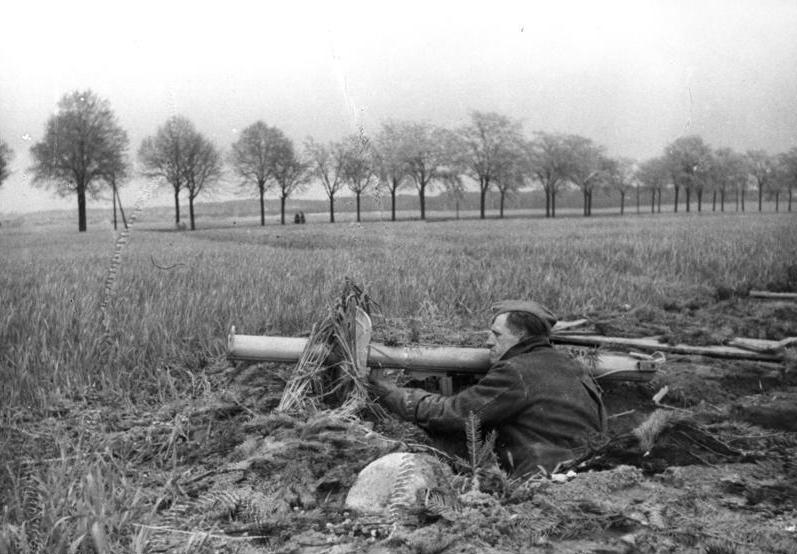
Příslušník volkssturmu s panzerschreckem

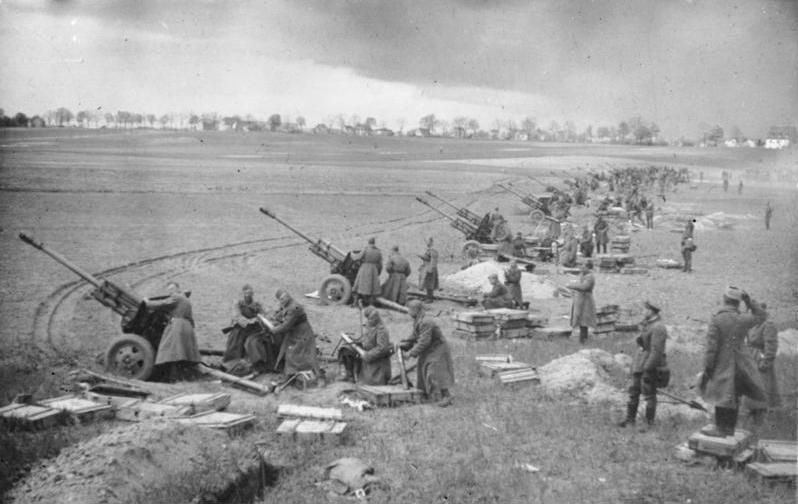
Sovětské dělostřelectvo před Berlínem

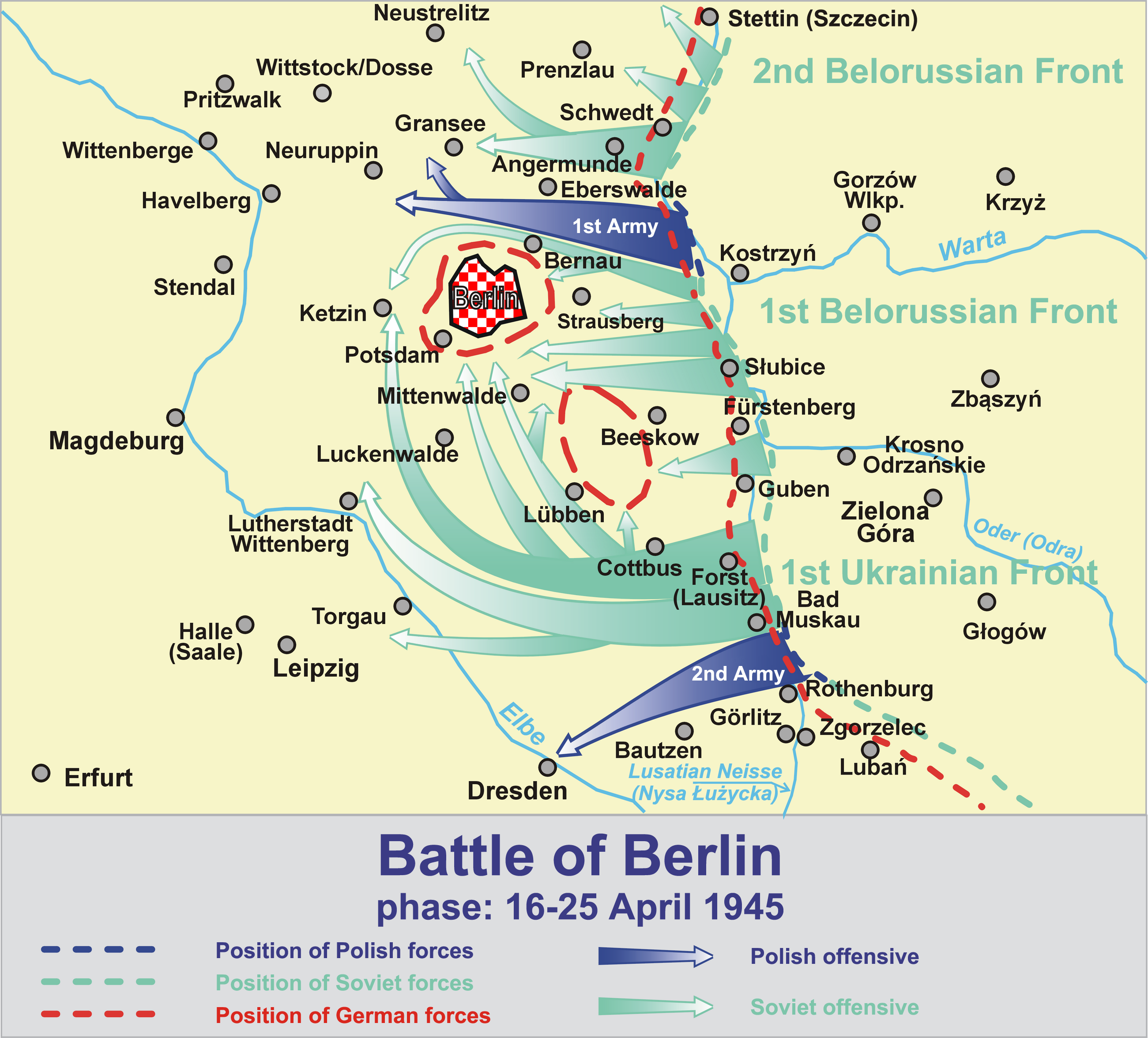
Fáze od 16. do 25. dubna 1945

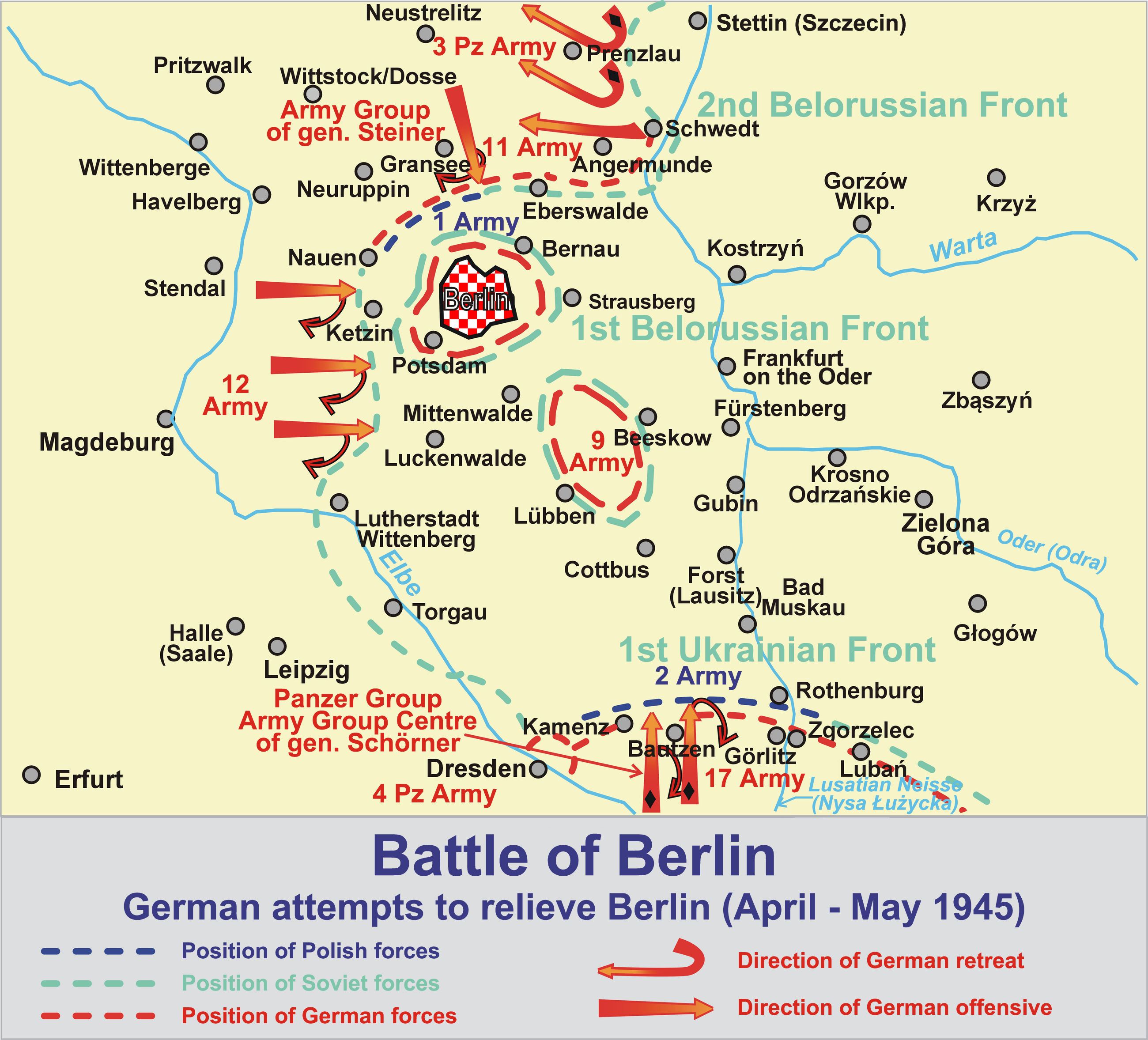
Německé protiútoky

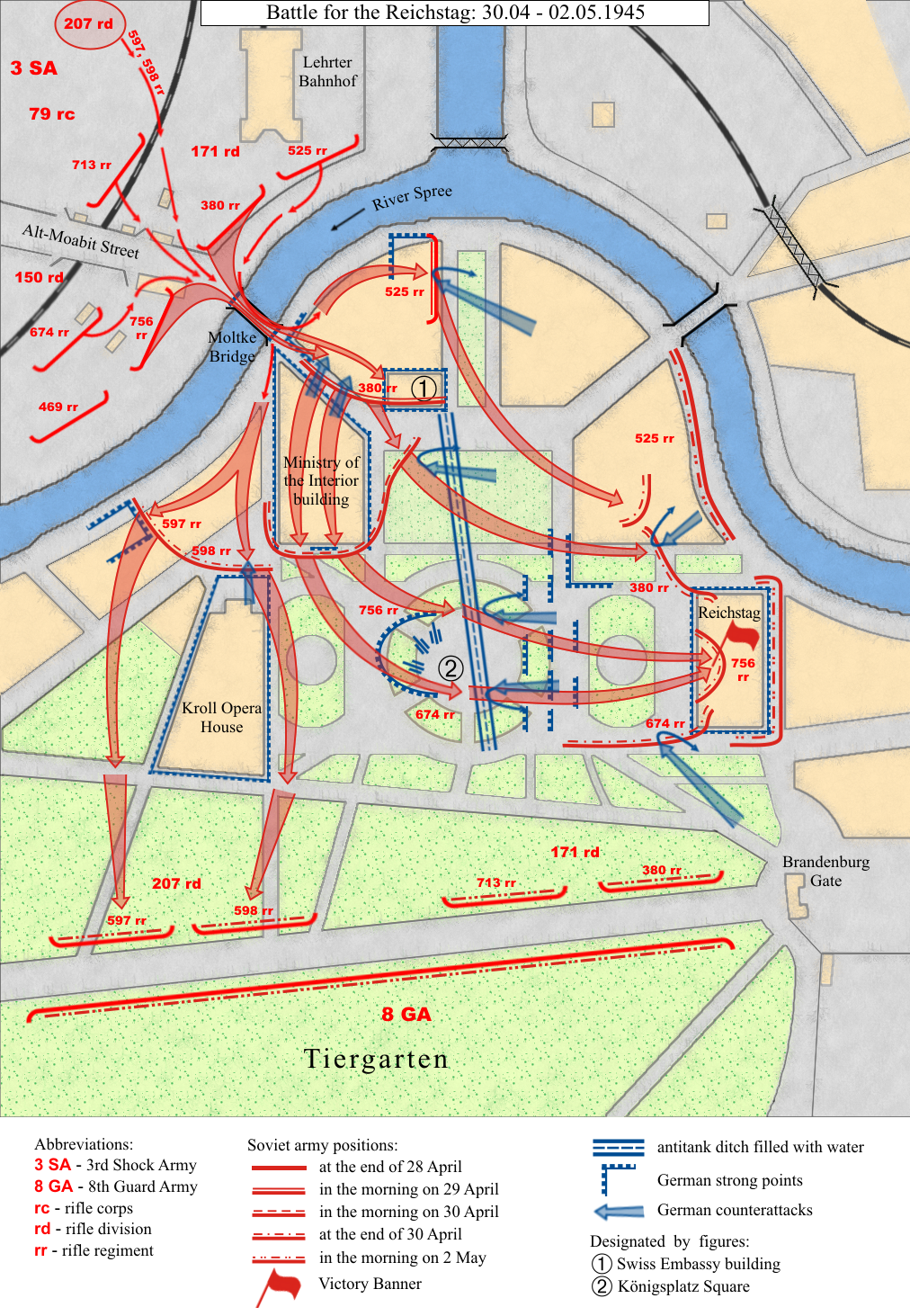
Bitva o Reichstag

Dne 14. dubna začaly první útoky, kdy jednotky Rudé armády prováděly průzkum bojem. Hlavní útok byl zahájen 16. dubna ve 4 hodiny ráno.
Na úseku Žukovova 1. běloruského frontu v okolí předmostí u Kostřína nejprve začala 35 minut trvající mohutná dělostřelecká příprava asi 9 000 tisíc děl a 1500 raketometů kaťuša. Šlo o jednu z nejsilnějších dělostřeleckých příprav srovnatelnou s palbou vedenou během nejtěžších bitev první světové války. Žukov soustředil 295 kanónů na 1 km. Jeho dělostřelci vypálili přes 7 milionů granátů, min a raket. Palba měla podle očekávání zcela zničit první linii německé obrany, Heinrici však takový krok nepřítele předpokládal a noc před útokem rozhodl tyto své pozice držené jednotkami 9. armády vyprázdnit, takže německé ztráty nebyly těžké. Druhou fází útoku byl netradiční postup sovětských úderných jednotek v pozadí se 140 svítícími protiletadlovými světlomety, které měly Němce oslepovat. Světlomety však nebyly efektivní a pouze usnadňovaly zaměřování a střelbu německým obráncům. Sovětský útok se v oblasti Seelowských výšin několik kilometrů za Odrou významně zpomalil. Obě strany se při tom snažily vést energické operace, sovětské útoky často střídaly lokální německé protiútoky. Němci zde měli ve vhodném terénu vybudovanou hluboce členěnou obranu opírající se o okolní pahorky. Navíc se jednotky Wehrmachtu, Waffen-SS, Volkssturmu i Hitlerjugend zarputile bránily, a to ze strachu jak z Rudé armády, tak i z Hitlera, který nařídil všechny „zbabělce“ na místě popravit. Svými lidmi byli věšeni a stříleni i němečtí civilisté, kteří se chtěli vyhnout „totální mobilizaci,“ či kteří vyvěsili bílé vlajky. 17. dubna se sice Žukovovi podařilo prolomit německou obranu na Seelowských výšinách, ale při dalším postupu ho zastavily opevněné pozice Weidlingova LIV. tankového sboru. Zničující boje trvaly do 19. dubna, kdy začala německá obrana zahlcena silnějším nepřítelem kolabovat.
Druhý směr sovětského útoku maršála Koněva začal dále na jihovýchodě dvouhodinovou dělostřeleckou přípravou po níž následoval útok 5 vševojskových a 2 tankových armád pod krytím kouřové clony. Už v odpoledních hodinách postavili sovětští ženisté několik 60 tunových mostů přes Nisu, po kterých mohla na předmostí na druhém břehu přejíždět i těžká technika. Sovětským jednotkám se podařilo prolomit pozice 4. tankové armády a 18. dubna se dostat ke Sprévě. Stalin spokojený s takovým rychlým postupem dovolil Koněvovi otočit svá vojska na Berlín. Od Sprévy vyrazily Koněvovy jednotky k Berlínu, kde začaly obkličovací manévr.
Rokossovského 2. běloruský front zaútočil přes Odru 20. dubna. Čelila mu německá 3. tanková armáda Hasso von Manteuffela. Rokossovskij pronikl podél německého pobřeží severně od Berlína a na řece Labe se spojil s anglo-americkými vojsky. Následně změnil směr postupu a udeřil na město ze severu.
21. dubna a se jednotkám 3. gardové tankové armády generála Rybalka podařilo proniknout do oblasti Zossenu, sídla hlavního velitelství Wehrmachtu s největší telefonní centrálou v Evropě. Němci z oblasti před postupujícím nepřítelem unikli tak rychle, že sovětští vojáci, kteří se dostali do centrály, ještě našli zvonící telefony.
Dne 22. dubna uspořádal Adolf Hitler poslední operační poradu, při níž bylo rozhodnuto stáhnout všechna vojska ze západní fronty a vrhnout je do bojů o Berlín. Týž den se německá 12. armáda generála Walthera Wencka obrátila na východ a začala se narychlo přemisťovat k Berlínu, kam se však nedostala. 20. dubna v den Hitlerových 56. narozenin se sovětská vojska přiblížila k Berlínu natolik, že na něj mohla vést dělostřeleckou palbu. Vojáci 1. běloruského frontu město ostřelovali dokud se nevzdalo. Hmotnost munice vypálené sovětským dělostřelectvem během bitvy byla větší než celková tonáž leteckých pum, kterými západních spojenci město za války bombardovali.
Dne 24. dubna se první Žukovovy jednotky dostaly do předměstí Berlína, na jihu se Koněvovy jednotky přiblížily k letišti Tempelhof a překročily Teltowský kanál a obklíčení hlavního města se uzavřelo. Jednotky jižně od Berlína byly rozbity na několik menších částí. 9. armáda byla obklíčena v okolí Halbe. Wenckova 12. armáda, která se neustále pokoušela probít na pomoc Berlínu byla zastavena silnou obranou 1. ukrajinského frontu v oblasti Postupimi. Schörnerova skupina armád Střed provedla protiútok od jihu do boku vojsk 1. ukrajinského frontu a 25. dubna dobyla Budyšín. Tím pouze zabránila 2. polské armádě dobýt Drážďany, hlavní síly 2. ukrajinského frontu, postupující na Berlín, ale už neměla sílu ohrozit.
K obraně města měl generál Weidling k dispozici zbytky 9. a 3. pancéřové armády a jednotky sesbírané z řad policie, protiletadlového dělostřelectva, Hitlerjugend a Volkssturmu. Tato vojska o síle asi 85 000 mužů a ozbrojených členů Hitlerjugend byla obklíčena v prostoru o obvodu kolem 100 km. Přípravy obrany Berlína začaly v už lednu 1945 po prolomení německé obrany na Visle. Berlínský úsek obrany se skládal z množství uzavřených obranných obvodů a města samotného. Pro řízení byl vytvořen zvláštní štáb a zmobilizováno bylo všechno práceschopné obyvatelstvo, jednotky Volkssturmu a množství válečných zajatců. Denně zde bylo při opevňovacích pracích zaměstnáno asi 100 000 lidí.
Obrana města se opírala o barikády, opevněné suterény pospojované průchody mezi domy a minová pole. Město bylo rozděleno na úseky, obrana každého z nich byla organizována na principu opěrných bodů a ohnisek odporu, které se mohly navzájem podporovat palbou i přesuny živé síly. V centru města byla obrana nejkoncentrovanější, všechny křižovatky byly přeměněny na barikády. Pro obranu byla využita i síť městských průplavů a říčních ramen Sprévy. Podobně jako v jiných těžkých městských bitvách se bojovalo i v suterénech, kanálech a metru. Poté, co Němci přišli o všechna letiště v Berlíně a jeho okolí, použili jako provizorní letiště ulici Unter den Linden.
Mnozí nejvyšší nacističtí pohlaváři v obavách před přibližující se Rudou armádou Berlín opustili. Na rozdíl od Göringa či Himmlera byl Hitler rozhodnut ve městě setrvat, což na mnohé působilo tím, že lze situaci ještě zvrátit.
25. dubna 1945 se na Labi u města Torgau poprvé setkali Sověti s americkými jednotkami na dříve určené demarkační linii. Byli to vojáci sovětské 58. gardové divize 5. gardové armády 1. ukrajinského frontu a vojáci americké 69. pěchotní divize 1. armády. První kontakt na americké straně navázal poručík Albert Kotzube, velící 26členné hlídce. První sovětský voják, jehož spatřili, byl průzkumník na koni. Při tomto prvním setkání se sovětští a američtí vojáci na sebe jen beze slova podívali a odešli. Oficiální slavnost se udála o 16. hodině odpoledne.

### Dobytí Berlína

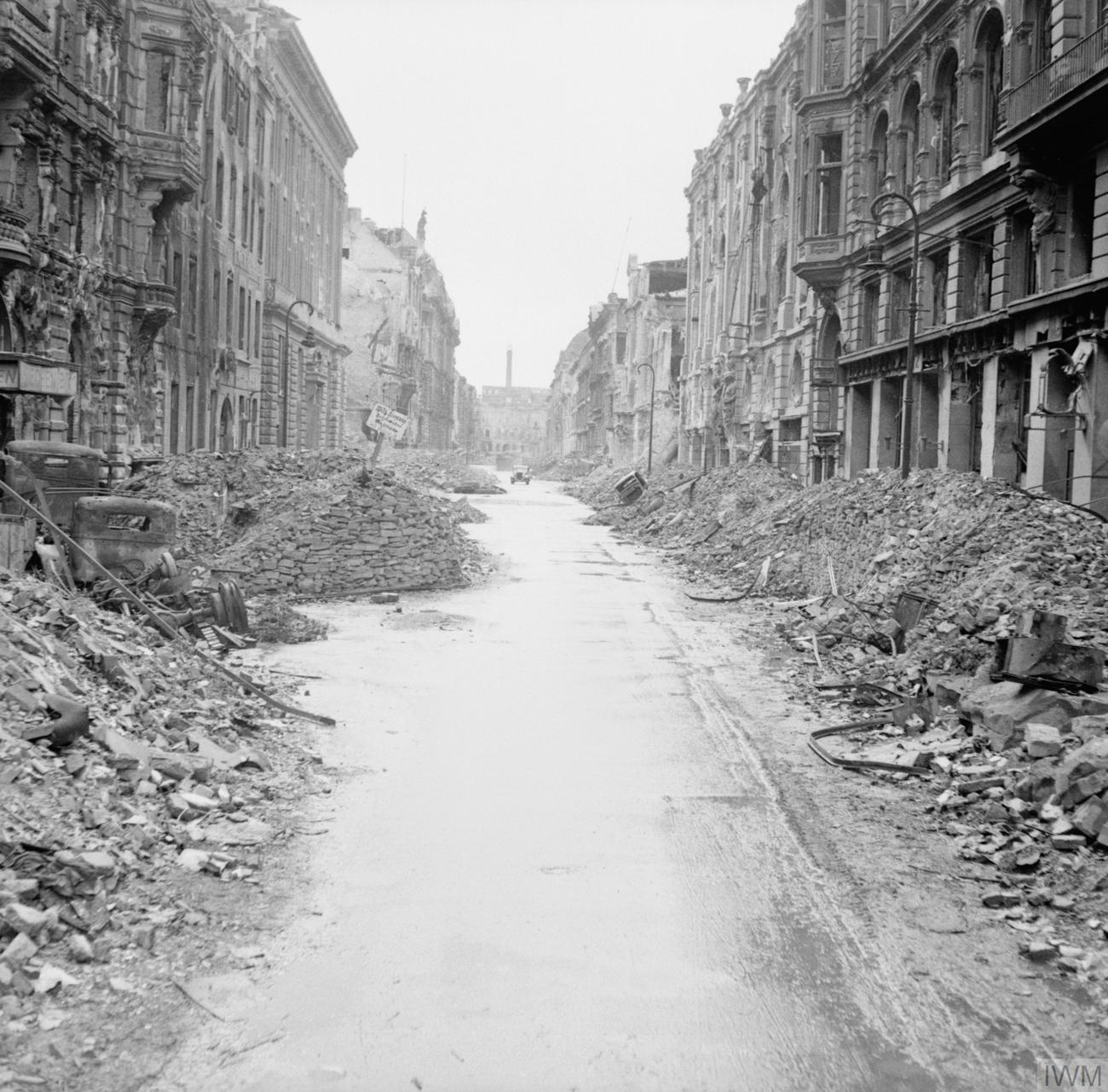
Zničená ulice v centru Berlína poblíž hlavní Unter den Linden 3. července 1945

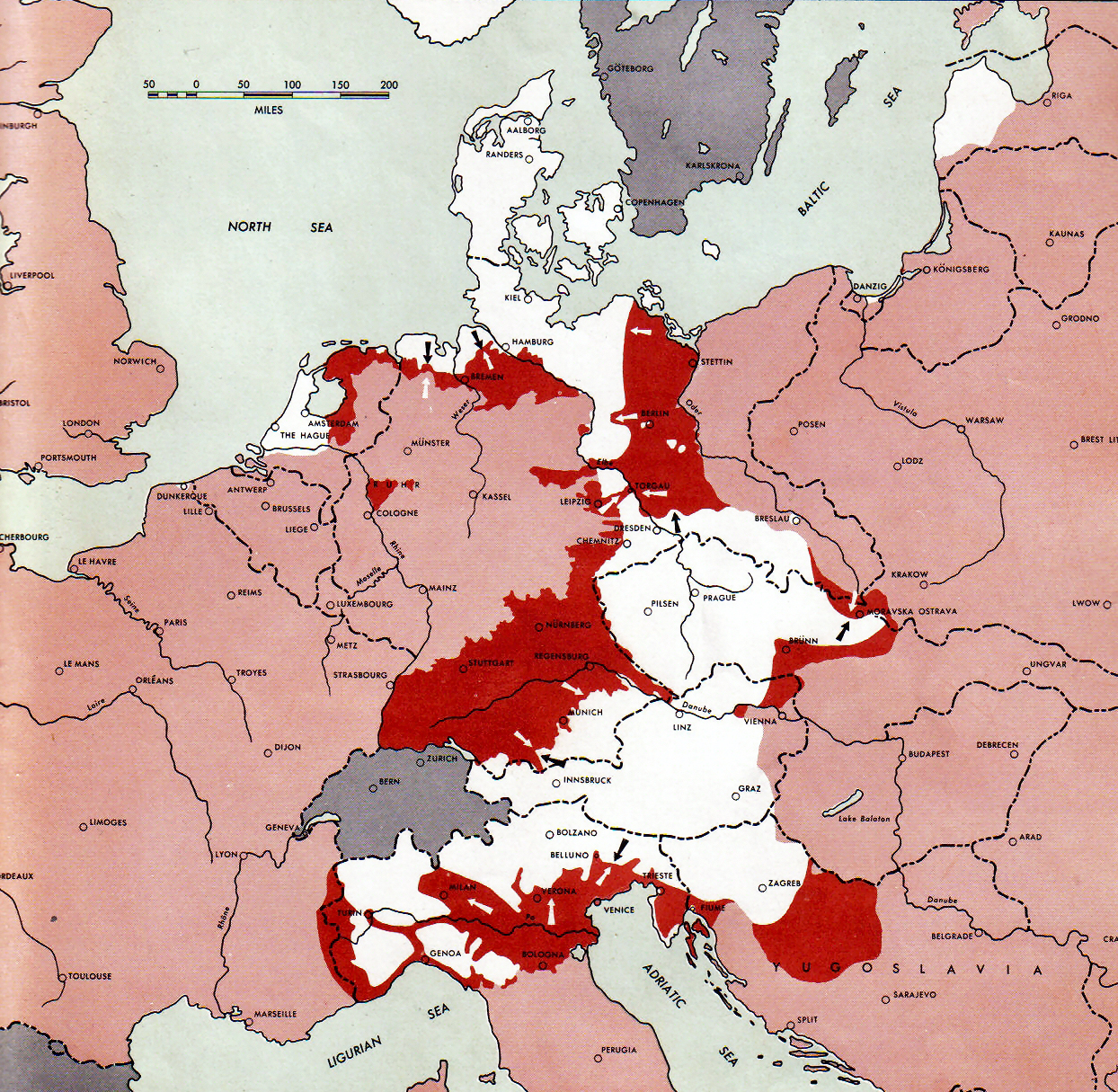
Frontové linie 1. května (růžově = spojenci okupovaná území; červeně = místa bojů)

První boje v předměstích začaly již 21. dubna. Vojska 1. běloruského a 1. ukrajinského frontu začala přímý útok na město Berlín 25. dubna. Do 29. dubna dobyla podstatnou část Berlína a pronikla do středu města.
Brzy ráno 29. dubna Hitler ve svém bunkru dopsal svou závěť a uzavřel manželství se svou dlouholetou milenkou Evou Braunovou.
Téhož dne se rozhořely těžké boje o budovu velitelství Gestapa na Prinz-Albrechtstrasse, kterou nejprve obsadily sovětské jednotky, ale protiútok SS je později přinutil ustoupit. Jižněji se jednotkám 8. gardové armády podařilo překročit kanál Landwehr a proniknout do parku Tiergarten. Berlínská posádka byla během celodenních bojů rozdělena na tři izolované oblasti.
Ve stejný den bylo Rudou armádou obsazeno ministerstvo vnitra a Sověti byli od Říšského sněmu vzdáleni pouze 500 metrů. Obsazení ministerstva vnitra bylo po získání Moltkeho mostu druhou fází útoku na Říšský sněm. Jeho obsazením byl pověřen 79. střelecký sbor generála Perevertkina. Říšský sněm bránilo asi 5 000 vojáků Waffen-SS, armády a Volkssturmu. Těžké boje se rozpoutaly zejména před budovou, kde stálo několik 88 mm protiletadlových kanónů, které bránily přístup z Moltkeho mostu před tanky. 30. dubna vrhli Sověti do útoku proti říšskému kancléřství 150. divizi. První dva útoky na Reichstag v průběhu dne uvázly, o třetí úspěšný se pokusili až po silném dělostřeleckém ostřelování budovy po 18. hodině. Jedním z důvodů neúspěchů předešlých útoků byla silná palba z 2 km vzdálené flakové věže s 88mm kanóny poblíž Berlínské zoo. Po tom co se sovětské pěchotě podařilo dostat dovnitř Říšského sněmu ho Němci zapálili, doufajíc, že z ní nepřítel ustoupí. V průběhu bojů se čtyři vojáci Michail Minin, Gazi Zagitov, Alexandr Lisimenko a Alexej Bobrov kolem 22:40 dostali jako první sovětští vojáci s vlajkou na střechu budovy, kde ji vyvěsili na místě jedné z bronzových soch. Vzhledem k tomu, že vlajku vynesli ve tmě bez přítomnosti fotografů, tak jejich čin upadl do zapomnění. Oficiální vlajku na střechu Říšského sněmu umístili kolem 3:00 ráno následujícího dne seržanti Michail Jegorov a Meliton Kantaria, kteří akt zopakovali za dobrého světla před fotografem. Poslední izolované skupinky Němců v budově se vzdaly až 2. května.
Když Keitel Hitlerovi sdělil, že Wenckova 12. armáda svádí těžké boje a do Berlína nedorazí, bylo rozhodnuto. Weidling ho také informoval, že obráncům dochází munice a během několika hodin jejich obranu Sověti přemohou. Adolf Hitler následně povolil přeživším obráncům pokoušet se probít na západ. V té době se již v blízkosti bunkru bojovalo. Adolf Hitler a jeho novomanželka po poledni spáchali sebevraždu. Jejich těla byla následně spálena a zakopána blízko bunkru. Za Hitlerova následníka byl jmenován podle závěti admirál Karl Dönitz, který začal formovat novou vládu ve Flensburgu poblíž dánských hranic. Ještě týž den ve 22 hodin vztyčili dva rudoarmějci sovětskou vlajku na kupoli Reichstagu. 1. května 1945 se Joseph Goebbels pokusil dosáhnout zastavení palby, avšak Stalin trval na bezpodmínečné kapitulaci. Vzápětí na to Goebbels a jeho žena otrávili své děti a spáchali sebevraždu. 2. května se generál Weidling rozhodl beznadějný boj ukončit a berlínská posádka se vzdala.
V noci z 2. na 3. května 1945 se na jihu Berlína německý generál von Manteuffel, velitel 3. tankové armády spolu s generálem von Tippelskirch, velitelem 21. armády vzdali armádě USA. Za sovětské velení přebral kapitulaci Berlína generál Vasilij Čujkov, velitel obrany Stalingradu. Boje v Evropě tím však ještě neskončily. Zbytky německých vojsk se stále pokoušely probojovat ze sevření sovětských vojsk na západ, kde se chtěly vzdát do rukou anglo-amerických vojsk.

## Sovětské zločiny v Německu

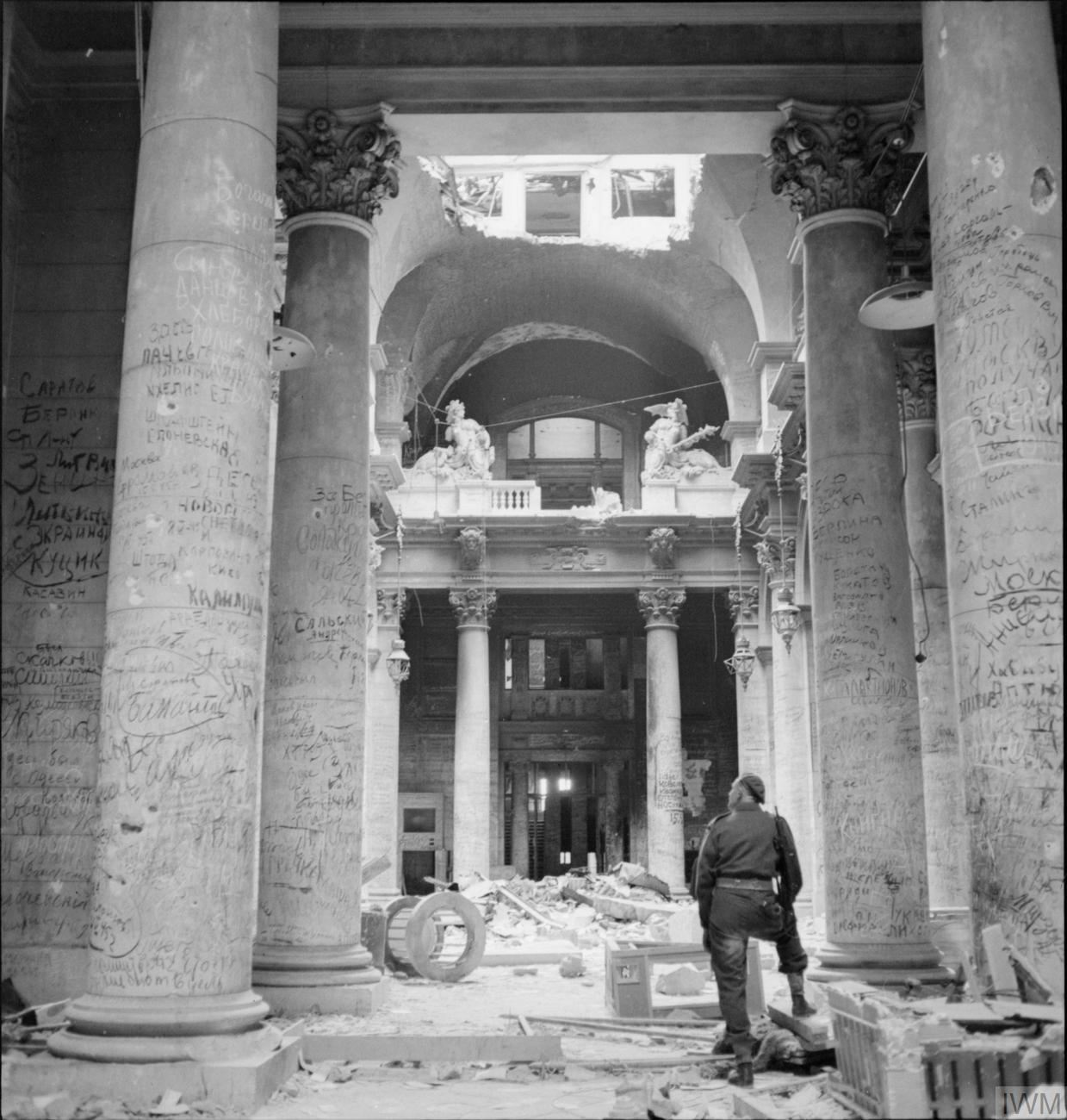
Nápisy zanechané sovětskými vojáky na stěnách říšského sněmu

Příchod sovětských vojsk, která byla nacistickou propagandou zobrazena jako „židobolševické krvežíznivé hordy“ vyvolal masový útěk německého obyvatelstva, které se obávalo násilností, směrem na západ. Na mnoha místech se opakovalo brutální a necivilizované zacházení vojsk s civilním obyvatelstvem, podobné tomu, které dříve nacisté aplikovali na okupovaných územích. Počet obětí rostl i proto, že velení nepořádalo evakuaci civilního obyvatelstva, proto aby tak podpořilo morálku bojujících vojsk, která nesměla ztratit pocit, že brání svou vlast a obyvatele.
Válka na východní frontě od svého počátku překračovala morální bariéry dodržované v dřívějších válečných konfliktech. V rámci nacistického plánu genocidy slovanských národů tzv. Generalplan Ost vedlo Německo proti obyvatelstvu Sovětského svazu vyhlazovací válku. Během války zahynulo více než 26 milionů sovětských občanů, z větší části civilistů. Mnozí sovětští vojáci se chtěli pomstít za smrt členů svých rodin a za německé válečné zločiny na území Sovětského svazu. Obě strany bojovaly brutálními způsoby bez ohledu na ztráty civilního obyvatelstva nepřítele v čemž je výrazně podporovala propaganda. Na sovětské straně byl až do konce války velkým stoupencem odplaty populární sovětský židovský novinář Ilja Erenburg. Sovětští vojáci, kteří už čtyři roky dříve bojovali na vlastní půdě a viděli řadu měst a vesnic v troskách a byli svědky brutálních nacistických zločinů, nedokázali po svém vstupu na území nepřítele potlačit touhu po odvetě. To neplatilo jen pro obyčejné vojáky, ale i pro některé generály. Za tvrdé zacházení s nepřítelem se zasazovali zejména ti, kterých se válka osobně dotkla. Mezi ty, kteří na německém území neprojevovali žádné známky slitování patřil například generál Pavel Rybalko, velitel 3. gardové tankové armády, jehož dceru nacisté násilně odvlekli do Německa. Jiní jako například generál Ivan Čerňachovskij, který později zahynul při bojích ve Východním Prusku, před svými vojáky otevřeně řekl, že: „Nesmíme mít žádné slitování před nikým, tak jak nikdo neměl slitování s námi.“ Na mnoha místech si sovětská vojska vybila vztek tak, že způsobila velké škody na německém majetku neodůvodněnou palbou zbraní. Běžné byly krádeže, rabování, ale nejhorší dopad mělo znásilňování, které na mnoha místech nabylo masový rozměr. Od vstupu sovětských vojsk na německé území bylo znásilněno asi 1 až 2 miliony žen, často opakovaně. Na některých místech také došlo k masovým vraždám.
Sovětské vedení proti těmto zločinům zpočátku nezasahovalo. Zacházení s provinilci bylo ponecháno na nižších velitelích, kteří proti vlastním vojákům zasahovali pouze sporadicky, zejména když se jejich řádění rozrostlo do větších rozměrů. Ostré tresty byly obvykle za znásilnění malých dívek a provinilci byli většinou zastřeleni. Teprve po německé kapitulaci byla zavedena různá opatření a vysoké tresty, které, spolu s přesunem okupačních vojsk do lépe kontrolovaných táborů, míru znásilnění snížily.

## Dohra

Wilhelm Keitel při podpisu kapitulace 8. května 1945

Obyvatelé Berlína perou na ulici. Vyřazený Leichter Panzerspähwagen poblíž, 3. července 1945.

Rudá armáda měla při dobývání města asi 80 291 padlých a pohřešovaných, 274 184 raněných. Přišla o téměř 2 000 tanků a samohybných děl a o 500 letadel. Polská armáda ztratila 2825 mrtvých a 6 067 raněných. Němci měli v důsledku bojů okolo 100 000 padlých a nezvěstných a dalších 480 000 zajatých, navíc v dobývaném Berlíně zahynulo velké množství civilního obyvatelstva. Celkový počet nelze přesně stanovit, protože v Berlíně našly útočiště desetitisíce uprchlíků před frontou, především z východních částí Německa. [zdroj?]
Válka ještě zcela neskončila. Boje menší intenzity na území Německa a Protektorátu pokračovaly až do kapitulace ještě několik následujících dní. 5. května v Praze vypuklo povstání, ke kterému Stalin urychleně vyslal části 1., 2. a 4. ukrajinského frontu.
7. května Němci v Remeši podepsali kapitulační akt se západními Spojenci. Jelikož nebyl přítomen žádný vyšší sovětský důstojník, opakoval se akt 8. května 1945 za přítomnosti sovětských představitelů v berlínském předměstí Karlshorst. Tím dnem oficiálně skončila 2. světová válka na evropském kontinentě. Poslední výstřely války padly 12. května 1945 v Československu u Milína a Březnice.
Bitva o Berlín byla vyvrcholením bojů 2. světové války v Evropě, při níž vlastní rukou zemřel vůdce nacismu – Adolf Hitler. Pro Stalina bylo dobytí Berlína jeho největším vojenským triumfem.

### Filmotéka
- Osvobození IV. – Bitva o Berlín, režie Jurij Ozerov
- Osvobození V. – Poslední úder, režie Jurij Ozerov
- Pád Třetí říše, režie: Oliver Hirschbiegel

### Video
- Velká vlastenecká válka – 8. díl Bitva o Berlín